# Eriochloa
Eriochloa és un gènere de plantes de la família de les poàcies, ordre de les poals, subclasse de les commelínides, classe de les liliòpsides, divisió dels magnoliofitins.

## Taxonomia
- Eriochloa aristata Vasey
- Eriochloa boliviensis Renvoize
- Eriochloa eggersii Hitchc.
- Eriochloa filifolia Hitchc.
- Eriochloa littoralis Ekman
- Eriochloa nelsonii Scribn. et J. G. Sm.
- Eriochloa punctata (L.) Desv.
- Eriochloa ramosa (Retz.) Kuntze

(vegeu-ne una relació més exhaustiva a Wikispecies)

## Sinònims
Aglycia Steud., nom. inval., 
Alycia Steud., nom. inval., 
Glandiloba (Raf.) Steud., nom. inval., 
Helopus Trin., 
Oedipachne Link, nom. inval.